# Museum van de Geest

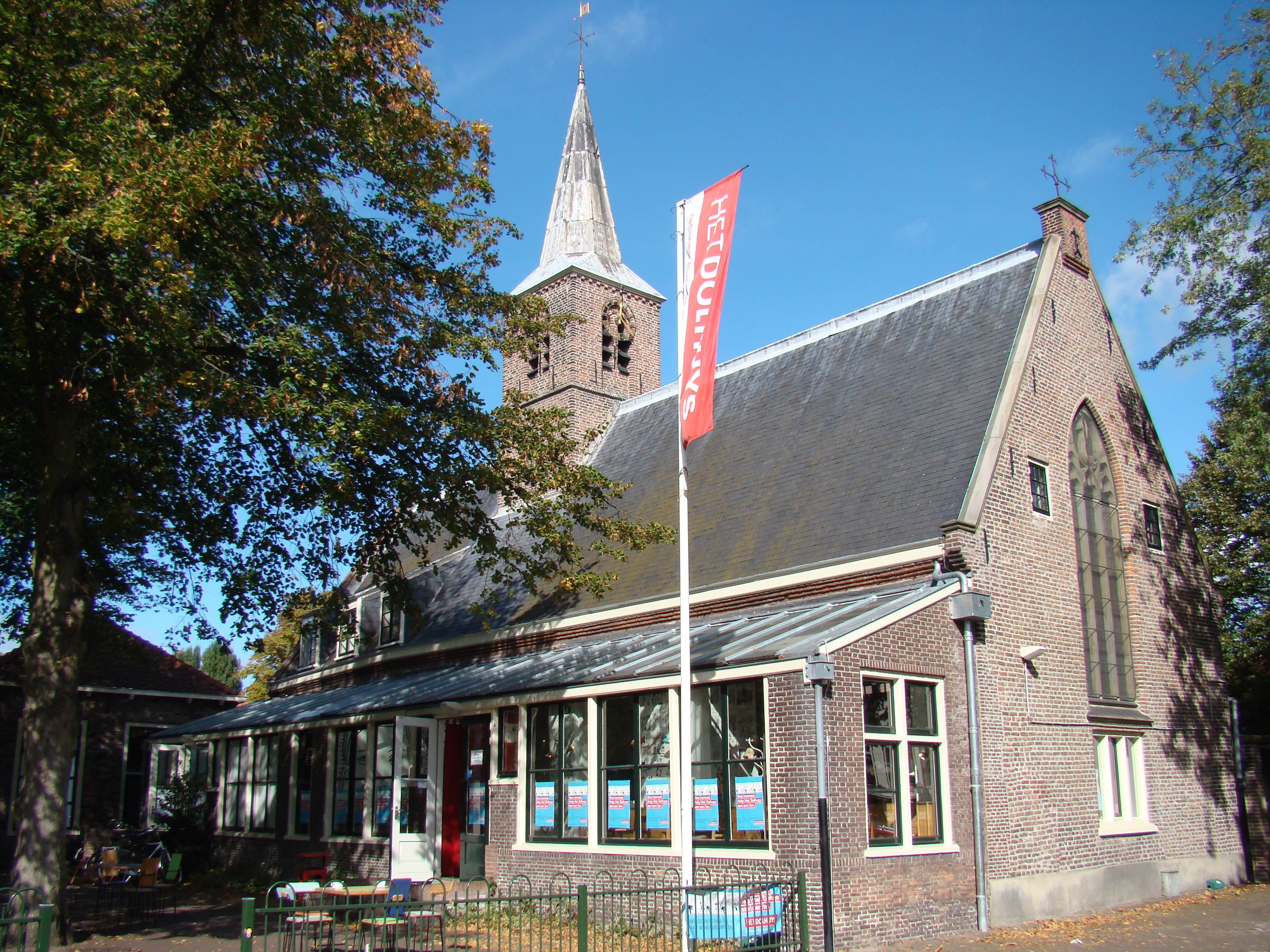
Dolhys

Das Museum van de Geest (dt.: des Geistes) ist ein niederländisches Museum in Haarlem in der Provinz Noord-Holland, mit einer Kunstabteilung in Amsterdam (52,36566° N, 4,90221° O), . Das Museum konzentriert sich auf die Funktionsweise des menschlichen Geistes und die Geschichte der Psychiatrie. Es wurde 2022 zum Europäischen Museum des Jahres gewählt.

## Museum
Das Museum befindet sich in Haarlem im Dolhuys, in einem Gebäude, in dem früher eine psychiatrische Anstalt untergebracht war. In den 1970–1980 Jahren änderte sich in den Niederlanden der Ansatz zur Betreuung und Behandlung von Menschen mit psychischen Problemen. Die alten psychiatrischen Einrichtungen, die meist abgelegen in Wäldern und Dünen lagen, wurden geschlossen. Die Behandlung der Erkrankten erfolgte danach ambulant. Patientinnen und Patienten zogen in kleine Wohneinrichtungen oder zurück in ihr eigenes Zuhause. Um das historische Erbe zu bewahren, kümmerten sich die Mitarbeiter der Kliniken um dieses. Es wurden historische Sammlungen von einigen Krankenhäusern angelegt und erhaltene Therapieobjekte, Filme, Fotografien, Zeichnungen und Gemälde bewahrt, die ein Bild einer verborgenen und heute weitgehend verschwundenen Welt vermitteln können.
Zunächst gründete 1979 das niederländische Zentrum für psychische Gesundheit die Arbeitsgruppe zum historischen Eigentum psychiatrischer Krankenhäuser. Der im Jahr 1981 veröffentlichte Bericht von Joost Vijselaar, war eine erste Bestandsaufnahme des historischen Erbes psychiatrischer Krankenhäuser in den Niederlanden. Daraus entstand der Wunsch, dieses Erbe in einem neu gegründeten Nationalmuseum für die Geschichte der psychischen Gesundheitsversorgung unterzubringen. Zu diesem Zweck wurde die Stiftung Museum und Dokumentationszentrum für psychische Gesundheit gegründet. Der Versuch, das Nationalmuseum in Utrecht zu errichten, scheiterte. Doch 1998 fand sich mit dem fast 700 Jahre alten Komplex des ehemaligen Pest-, Dol- und Leprooshuis von Haarlem ein geeigneter Standort. Fünf psychiatrische Krankenhäuser: Mentrum, Dijk en Duin, Noord Holland Noord, GGZ in Geest und GGZ Rivierduinen stellten ihre Sammlungen zur Verfügung. Das Dolhuys Museum für Psychiatrie wurde im Jahr 2005 eröffnet.
Das Museum wurde 2015 von Dolhuys in Museum van de Geest umbenannt. Damit wurde der Schritt vom Museum über die Psychiatrie in ein Museum, welches sich mit dem Geist des Menschen beschäftigt, vollzogen. Diese Änderung führte auch zu einer Erweiterung des Teilnehmerkreises des Museums um Institutionen aus angrenzenden Bereichen wie psychiatrischer Pflege, Suchtpflege, Altenpflege, Jugendpflege usw. Im Jahr 2015 wurde 's Heeren Loo zu einer Pflegeeinrichtung für Menschen mit geistiger Behinderung, Teilnehmer des Museums. Dadurch wurde die Dolhuys-Museumssammlung um eine umfangreiche Sammlung des historischen Erbes aus der Pflege geistiger Behinderung erweitert.
Das Museum wurde 2020 nach anderthalbjähriger Renovierung wiedereröffnet.
Es verfügt außerdem über eine Galerie in der Eremitage Amsterdam, die sich auf Outsider Art konzentriert.

### Outsider Art
Seit der Eröffnung des Museums widmet es sich in Wechselausstellungen der Outsider Art. In der Sammlung fehlten jedoch entsprechende Kunstwerke. Deswegen wurde seit Jahren eine aktive Sammlungspolitik verfolgt und entsprechende Kunstwerke wurden angekauft. Zudem verfügen viele Gesundheitseinrichtungen über eine Kreativwerkstatt, in der diese Kunstwerke entstehen. Da der Platz für eine dauerhafte Präsentation dieser Arbeiten im eigenen Gebäude nicht ausreicht, gründete das Museum in Zusammenarbeit mit der Gesundheitseinrichtung Cordaan und der Eremitage Amsterdam das Outsider Art Museum, welches im März 2016 in Amsterdam von Königin Máxima eröffnet wurde.

## Sammlung

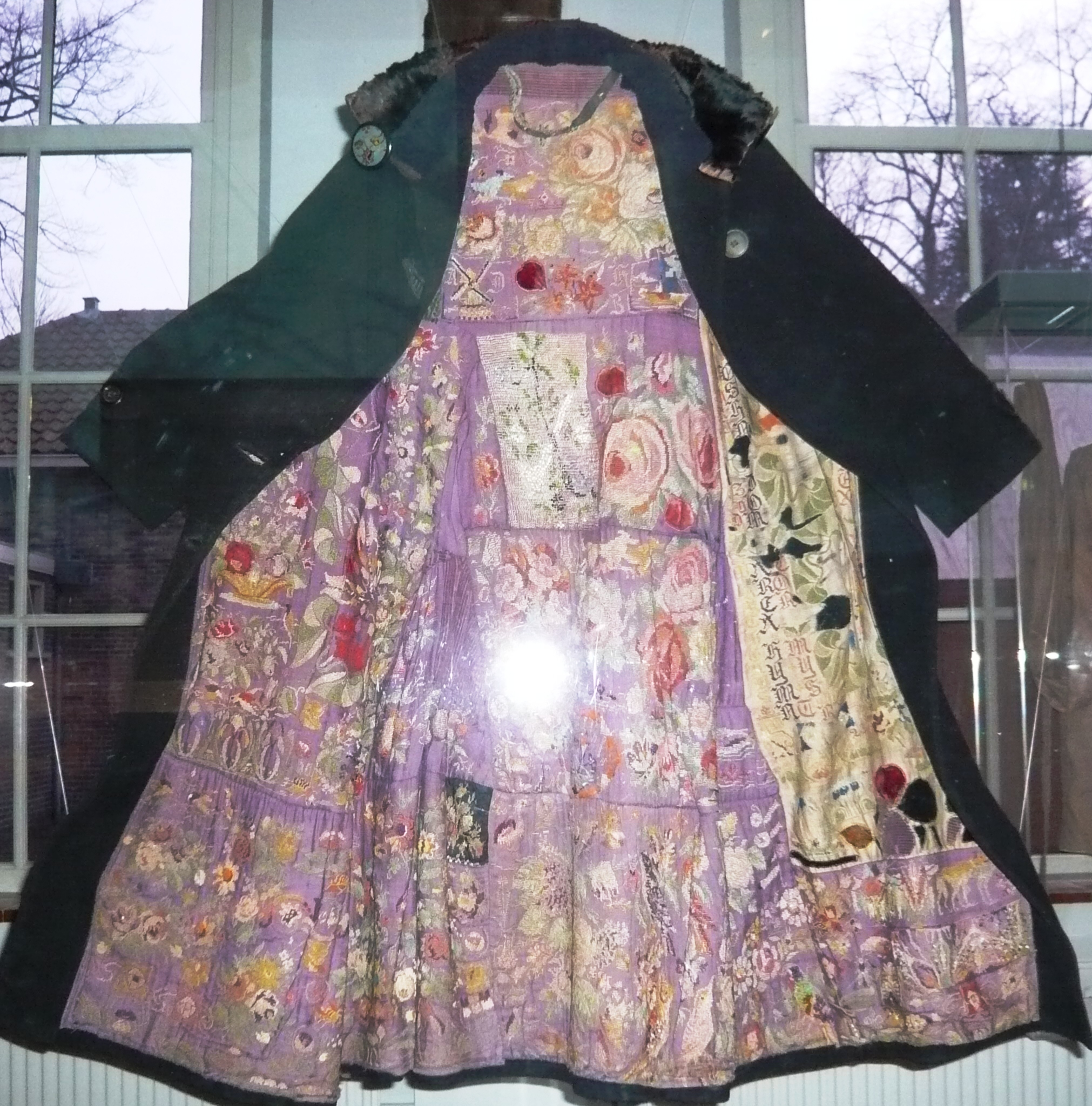
Kleid, von einer Patientin gefertigt

In der historischen Sammlung findet sich hauptsächlich die Perspektive der Gesundheitsdienstleister. Um der Perspektive der Patientinnen und Patienten einen Platz im Museum zu geben, werden im Museum die persönlichen Geschichten von Menschen, deren Geist anders funktioniert, als „normal“ erzählt. In der Auseinandersetzung mit diesen Geschichten soll dazu angeregt werden, sich besser in die Situation der Patientinnen und Patienten hineinzuversetzen. In der historischen Sammlung wird zudem aufgezeigt, dass Ansichten über Krankheit und Gesundheit sowie über das, was normal und abnormal ist, zeit- und kulturgebunden sind.
Im Bestand des Museums befinden sich in der Bildersammlung mehr als 20.000 Bilder, der historischen Bibliothek mehr als 7.000 Titel und der Mediathek etwa 750 Kassetten und Filme.

## Auszeichnungen
- 2005 gewann das Museum den Dutch Design Awards in der Kategorie Exhibition & Experience Design.
- 2007 erhielt es eine lobende Erwähnung im Europäisches Museum des Jahres.
- 2022 wurde es zum Europäischen Museum des Jahres gewählt.